# Río Yurumanguí
Le río Yurumanguí est un fleuve de Colombie.

## Géographie
Le río Yurumanguí prend sa source dans la cordillère Occidentale, dans le département du Valle del Cauca près de la frontière avec le département de Cauca. Il coule ensuite vers l'ouest avant de se jeter dans l'Océan Pacifique.